# Trận Toretsk
Trận Toretsk, diễn ra từ ngày 18 tháng 6 năm 2024 tới 7 tháng 8 năm 2025, là một trong số các trận đánh diễn ra ở miền đông Ukraina. Trận đánh là một phần chiến dịch của Nga nhằm chiếm toàn bộ Donetsk (tỉnh) hiện còn nằm dưới quyền kiểm soát của quân đội Ukraina. Theo một phát ngôn viên của quân đội Ukraina, chiến dịch ở Toretsk còn nhằm mục đích tấn công Chasiv Yar từ phía nam của thành phố này.

## Chiến sự

### Các cuôc tấn công đầu tiên, Nga chiếm Shumy (18-21/6/2024)
Ngày 18 tháng 6, lực lượng Nga triển khai các cuộc tấn công đầu tiên hướng về các khu định cư quanh Toretsk theo hướng đông (Pivdenne, Pivnichne) và hướng nam (Niu-York) sau nhiều tháng mặt trận không có chuyển động. Cùng ngày hôm đó, các báo cáo cũng cho thấy hoạt động của quân Nga hướng thẳng về Toretsk đã ''tăng một cách bất thường''. DeepStateMap.Live cũng báo cáo bước tiến của quân Nga về Druzhba và Pivnichne.
Ngày 19 tháng 6, các blogger quân sự người Nga tuyên bố rằng lực lượng Nga đã tiến triển về hướng thành phố, bao gồm cả bước tiến bên trong Pivnichne nhưng không có nguồn nào xác nhận điều này. Quân Nga trong ngày hôm đó tiếp tục tấn công các khu định cư Zalizne, Druzhba, và Shumy.
Từ ngày 20 đến 21 tháng 6, lực lượng Nga tiếp tục các cuộc tấn công quanh Toretsk và tuyên bố đã tiếp cận gần Niu-York hơn về hướng nam. Nazar Voloshyn, phát ngôn viện của Lực lượng Vũ trang Ukraina, nói rằng Nga đang cố gắng ''phát triển một chiến dịch'' tấn công Chasiv Yar từ hướng nam.
Ngày 21 tháng 6, DeepStateMap.Live và một số nguồn tin khác từ Ukraina nói rằng Shumy đã bị chiếm giữ bởi lực lượng Nga, trong khi đó các nguồn Nga tuyên bố rằng họ đã tiến triển bên trong Pivnichne. Ngày 22 tháng 6, quân Nga tuyên bố đã tiến thêm bên trong Druzhba và Pivdenne.

### Trận chiến tiếp tục từ nhiều hướng (22/6-1/7/2024)
Ngày 24 tháng 6, quân Nga tiến triển gần Druzhba trong khi các khu định cư còn lại tiếp tục hứng chịu các cuộc tấn công.
Ngày 26 tháng 6, quân Nga tiếp tục tiến quân với sự tiến triển của họ bên trong khu định cư Pivnichne và Druzhba, và về phía nam Niu-York.
Ngày 27 tháng 6, theo Viện Nghiên cứu Chiến tranh (ISW), Toretsk không phải là mục tiêu chính của lực lượng Nga vì họ đã không tập trung một lực lượng quy mô lớn gần khu vực này, từ đó cho rằng các cuộc tiến quân lớn có thể sẽ không diễn ra ngay lặp tức. Cùng ngày với tuyên bố trên, quân Nga đã nói rằng họ đã vươn tới được ngoại ô Zalizne và tiến vào phía nam Niu-York dù phải mãi tới đầu tháng 7 thì mới có nguồn xác nhận từ bên đối lập.
Ngày 28 tháng 6, dựa trên các tiến triển của họ trên tiền tuyến, Nga tuyên bố Toretsk chỉ còn cách 1,5 km nữa nhưng ISW lại bác bỏ và cho rằng lực lượng Nga vẫn còn cách thành phố 3 km nữa.
Ngày 29 tháng 6, quân Nga tiến triển một phần nhỏ bên trong Druzhba, họ cũng tuyên bố đã có tiến triển gần Pivnichne, Pivdenne, và Zalizne.
Ngày 30 tháng 6, Bộ Quốc phòng Nga tuyên bố họ đã thực hiện một cuộc tấn công bất ngờ thông qua một đường hầm bên dưới các vị trí của quân đội Ukraina ở Pivnichne, sau đó một giám sát viên đã xác nhận rằng quân Nga đã tiến 2,6 km mà chỉ gặp ''rất ít phản kháng''.

### Trận Niu-York và giao tranh tiếp tục ở phía Đông (2/7-21/8/2024)
DeepStateMap.Live đã cập nhật vào ngày 2/7 cho thấy quân Nga đã tiến 4 km về Niu-York. Cả 2 bên là Nga và Ukraina đều báo cáo về bước tiến này tương tự nhau.
Ngày 3 tháng 7 và những ngày trước đó, quân Nga tiến về sườn đông Druzhba và Pivnichne.
Ngày 5 tháng 7, Toretsk đã hứng chịu sức ép lớn hơn của lực lượng Nga dù quân Nga chưa tiến vào thành phố.
Ngày 12 tháng 7, quân Nga tiến vào và tranh chấp với quân đội Ukraina ở phần trung tâm của Niu-York. Theo một giám sát viên, việc Nga giảm tập trung vào chiếm Chasiv Yar là để sử dụng nhiều nguồn lực và tập trung nhiều hơn về Toretsk. Cùng ngày, quân Nga tiếp tục các nỗ lực tấn công nhắm vào Niu-York và các khu định cư vệ tinh của Toretsk.
Theo ISW, ngày 13 tháng 7, quân Nga đã tiến vào trung tâm Zalizne, quân Nga cũng tuyên bố họ đã đạt bước tiến gần Pivnichne. Ngày 17 tháng 7, quân đội Ukraina phản công và tái chiếm một phần lãnh thổ về hướng đông nam của Niu York thông qua một hàng cây, cùng ngày quân Nga tuyên bố đã tiến thêm ở phía Nam Niu-York
Ngày 18 tháng 7, quân Nga đã đạt bước tiến ở phần đông khu định cư, họ cũng tuyên bố đã kiếm soát thêm một phần Druzhba, Pivnichne, và Zalizne.Ngày 19 tháng 7, quân Nga đã đạt các bước tiến bên trong Druzhba về hướng đông, dọc con đường tên Petra Velykoho, và bên trong Pivnichne cùng với Zalizne và Niu-York, các bước tiến này sau đó đã được xác nhận.Ngày 22 tháng 7, quân Nga tiến dọc theo đường Yesenina, chiến gần như toàn bộ phần tây nam của khu định cư. Ngày 23 tháng 7, các blogger quân sự Nga đã tuyên bố rằng quân Nga đã tiến triển bên trong Zalizne và trung tâm Niu-York.
Ngày 24 tháng 7, Lực lượng Nga báo cáo đã có tiến triển ở phía nam Toretsk sau các nỗ lực chiến dịch gần Toretsk. Các blogger người Nga cũng tuyên bố rằng trong 2 ngày 23 và 24, quân Nga đã tiến cả về hướng bắc lẫn nam của Yurivka và đạt được thành công chiến thuật ở Niu-York, ở phần đông của khu định cư. Ngày 25 tháng 7, Lực lượng Nga tiến dọc theo đường Slavna và đường Zaporizka bên trong trung tâm Zalizne.
Ngày 26 tháng 7, các blogger người Nga tuyên bố rằng quân Nga đã tiến 200m bên trong Niu-York, 600m thẳng tới Oleksandropil (Tây nam Toretsk) và tây nam Yurivka, lẫn bên trong Pivnichne và Zalizne (Đông Toretsk).
Ngày 27 tháng 7, Lực lượng Ukraina tổ chức phản công và giành lại các vị trí họ mất ở phía bắc Pivdenne. Các blooger quân sự Nga tuyên bố họ đạt thêm bước tiến ở trung tâm Zalizne và Pivnichne.
Ngày 28 tháng 7, các blogger người Nga tuyên bố đã tiến triển ở phía bắc Zalizne và bên trong Pivnichne. Ngày 29 tháng 7, quân Nga tiến hành nhiều cuộc tấn công và đã tiến quân trên các hướng tây nam Niu-York và tây nam Yurivka, bên trong Zalizne và Pivnichne. Quân đội Ukraina cũng báo cáo quân Nga sử dụng bom lượn để tấn công thành phố.
Vào đầu tháng 8, quân Nga đã đạt bước tiến ở Niu-York, tiến chiếm tuyến phòng thủ cuối cùng thuộc phòng tuyến trong chiến tranh Donbas, giúp họ kiểm soát 65% thị trấn này. Cùng ngày hôm đó, theo cập nhật của DeepStateMap.Live, Pivdenne đã hoàn toàn nằm dưới quyền kiểm soát của quân Nga. Vào ngày 18 tháng 8, quân Nga đã gần như kiểm soát Niu-York, tiến lên về phía bắc và vuơn tới làng Nelipivka. Các nguồn Nga sau đó tuyên bố Niu-York đã được chiếm, đồng thời là 1 bãi rác ở Zalizne, và họ cũng đã tiến tới phía đông của Toretsk.

### Giao tranh bên trong và xung quanh Toretsk, Nga kiểm soát thành phố lần 1 (22/8-cuối tháng 2/2025)
Vào ngày 22 tháng 8, quân Nga được báo cáo là đã tiến vào thành phố sau khi di chuyển từ Pivnichne, thiết lập vị trí ở đó. Vào thời điểm, quân Nga tiến vào phía nam của Toretsk từ Zalizne (23/8), đồng thời đạt bước tiến ở khu vực phía đông Toretsk và tây Pivnichne. Các nguồn Nga tuyên bố quân Nga chiếm được vị trí sau 800m và rộng 750m trong Toretsk.
Vào ngày 6 tháng 9, Lữ đoàn số 12 ''Azov'' thực hiện các cuộc phản công theo hướng Pokrovsk và hướng Niu York, thành công tiến vào Niu York và giảm nhẹ áp lực cho quân đội Ukraina trên hướng Toretsk. Tuy nhiên đến cuối tháng 9, quân Nga đã tái chiếm gần như toàn bộ thị trấn. Vào ngày 20 tháng 9, giao tranh tiếp tục ở trung tâm Toretsk, với bước tiến của quân Nga được ghi nhận. Vào ngày 21 tháng 9, quân Nga tiến vào trung tâm khu định cư Leonidivka, nằm về phía tây nam Toretsk.
Giao tranh trong và ngoài thành phố tiếp diễn suốt tháng 9 và đầu tháng 10, với quân Nga đạt các bước tiến nhỏ.
Vào khoảng ngày 8 tháng 10, quân Nga tiến quân bên trong thành phố, dọc hai con đường Peremohy và Konstytutsyi ở phía đông Toretsk. Vào ngày 11 tháng 10, Quân đội Nga đã kiểm soát một nửa thành phố, theo người đứng đầu thành phố, quân Nga đang cố gắng chiếm thành phố một cách nhanh nhất. Vào khoảng thời điểm này, vẫn còn 1.150 cư dân ở trong thành phố. Tuy nhiên, một phát ngôn viên của quân đội Ukraina từ chối việc một nửa thành phố đã bị chiếm.
Cho đến ngày 15 tháng 10, các bằng chứng cũng cho thấy quân đội Nga đã kiểm soát 42% thành phố.
Tới giữa tháng 10, quân đội Nga được xác nhận đã chiếm đươc khu định cư Nelipivka, đạt bước tiến và tiến vào khu định cư Shcherbynivka từ hướng nam, đạt bước tiến ở phía tây khu định cư Niu York, và đồng thời tiếp tục đạt bước tiến ở hướng đông bắc của Nelipivka. Thêm vào đó, lực lượng Nga cũng đạt các bước tiến ở trung tâm và phía đông thành phố Toretsk. Ở cuối tháng 10, quân đội Nga mất quyền kiểm soát quận Zabalka (phía nam Toretsk) sau khi quân đội Ukraina phản công. Tổng thống Nga Vladimir Putin nói rằng quân đội Nga đã mở rộng quyền kiểm soát tới hai trên ba phần của thành phố Toretsk.
Vào ngày 1 tháng 11, một sĩ quan Ukraina nói rằng ở khu vực Toretsk quân đội Nga đã giảm các cuộc tấn công, được cho là do quân đội Nga đang tái bổ sung lực lượng để thay thế thương vong. Cùng ngày hôm đó quân đội Nga cũng chiếm được khu định cư Leonidivka.
Các hình ảnh và bằng chứng vào đầu tháng 11 cho thấy Druzhba đã nằm dưới quyền kiểm soát hoàn toàn của quân đội Nga, trong khi đó một phát ngôn viên của quân đội Ukraina cũng trong cùng ngày đó đã nói rằng cường độ tấn công của quân đội Nga đã tăng lên. Một blogger quân sự người Nga đã nói rằng quân đội Nga, theo nguồn Ukrainian là khoảng 21.000, đã bị cản trở trong các cuộc tấn công bởi điều kiện thời tiết.
Hình ảnh và bằng chứng tiếp tục cho thấy Quân đội Nga đạt bước tiến bên trong trung tâm và phía đông thành phố trong hai ngày 10 và 11 tháng 11, đồng thời họ cũng tiến vào phía nam Toretsk lần nữa. Vào giữa tháng 11, Quân đội Nga tiếp tục đạt bước tiến bên trong trung tâm thành phố, đồng thời họ cũng đạt các bước tiến ở phía đông bắc và phía nam thành phố.
Một blogger quân sự Nga cho biết làng Krymske đã bị Quân đội Nga chiếm giữ. Hình ảnh cũng cho thấy Quân đội Nga đã tiến vào phần phía bắc của thành phố.
Theo một báo cáo từ nguồn của phía Nga cho hay, binh sĩ hai bên sẽ liên tục chiếm cùng một tòa nhà cùng lúc, khiến cho việc xác định tiền tuyến là không thể.
Các nguồn Nga cho biết vào ngày 24 tháng 11 lực lượng của họ đã ''chắc chắn'' kiểm soát một phần ba của quận Zabalaka ở phía nam Toretsk, với phần còn lại nằm trong vùng tranh chấp. Quân đội Nga cũng đem nhiều nhân sự đến khu vực hơn để hỗ trợ cho các cuộc tấn công trong tương lai. Lực lượng Nga tiến hành tấn công và đạt bước tiến ở quận Zabalak vào cuối tháng 11, tiến đến khu mỏ Tsentralna và bãi rác của nó vào đầu tháng 12.
Theo các nguồn từ Nga, lực lượng Nga đã chiếm hoàn toàn quận Zabalaka với các bước tiến ở phía bắc của Sân vận động Avanhard và khu mỏ Tsentralna vào hai ngày 4 và 5 tháng 12. Các bằng chứng cũng cho thấy bước tiến ở trung tâm thành phố, đến khu vực bãi rác của khu mỏ Tsentrala và về hướng nam của quận Zabalaka.

## Thương vong
Ngày 15 tháng 7, Nazar Voloshyn, phát ngôn viên của Nhóm chiến thuật-chiến lược Khortytsia, tuyên bố rằng lực lượng Nga đã hứng chịu thương vong là 635 nhân sự thiệt mạng cùng với 855 bị thương và 12 bị bắt giữ chỉ trong 1 tuần chiến đầu trên ''Trục Toretsk''.
Ngày 16 tháng 7, Nazar Voloshyn tuyên bố quân Nga đã hứng chịu thêm 225 thương vong nữa với 75 nhân sự trong số đó thiệt mạng, 147 bị thương và 5 bị bắt.